# Marcel Deflandre
Marcel Deflandre (né à Rouen le 20 juillet 1901 et mort au camp de Souge le 11 janvier 1944), est un ingénieur, dirigeant sportif et résistant français.

## Biographie
Ingénieur, il devient directeur de la raffinerie du Midi à La Pallice en 1934. Son usine occupée par les Allemands et confisquée fin 1940, il est nommé chef de district du pool des carburants.
Il prend la présidence du Stade rochelais en janvier 1941.
Après qu'Edmond Grasset a pris contact avec lui, il rejoint le mouvement de résistance Honneur et Patrie, fondé par Léopold Robinet en 1941. Il prend part au parachutage réalisé dans le nord du département et devint responsable du secteur OCM de La Rochelle et de l’approvisionnement en carburants des groupes de résistance.
Le 9 octobre 1943, à Niort, il est arrêté par la Sipo-SD, pour « aide à l'ennemi ». Transféré et torturé à la prison de Lafond, à La Rochelle, il est jugé par le tribunal militaire allemand de La Rochelle (FK 540) déplacé à Bordeaux, le 29 décembre suivant. Il est condamné à mort et fusillé au camp de Souge le 11 janvier 1944.

## Hommage
- Stade Marcel-Deflandre, à La Rochelle